# Beni Ansar
Beni Ansar oder Aït Nsar (auch Bni Nsar, Beni Nsar, Beni Ensar, Beni Enzar(Söhne des Ansar/Regens); arabisch بني انصار, DMG Banī Anṣār, Zentralatlas-Tamazight ⴰⵢⵜ ⵏⵚⴰⵔ Ayt Nṣar) ist eine etwa 50.000 Einwohner zählende Stadt in der Provinz Nador in der Region Oriental im Nordosten Marokkos. Sie ist Grenzstadt zur spanischen Enklave Melilla; zu überregionaler Bekanntheit gelangt die Stadt regelmäßig durch Flüchtlinge vom afrikanischen Kontinent, die teilweise in Massenanstürmen den Grenzzaun zur spanischen Exklave Melilla zu überwinden versuchen. Beni Ensar verfügt über einen Hafen, von dem aus Fähren nach Frankreich (Sète) und Spanien (Almería, Málaga) fahren.

## Lage
Beni Ansar liegt etwa 12 km (Fahrtstrecke) nördlich von Nador am Mittelmeer. Busse fahren beidseitig bis nahe an die Grenze zu Melilla heran. Die Eisenbahnlinie Taourirt – Nador endet hier mit zwei in der Stadt gelegenen Bahnhöfen, einem in der Stadt (Beni Ansar Ville) und einem am Hafen (Beni Ansar Port). Das Klima wird in hohem Maße vom Mittelmeer geprägt; Regen (ca. 300–400 mm/Jahr) fällt überwiegend im Winterhalbjahr.

## Bevölkerungsentwicklung
| Jahr      | 1994   | 2004   | 2014   | 2024   |
| Einwohner | 41.925 | 52.233 | 56.582 | 50.508 |

Noch zu Beginn des 20. Jahrhunderts war Beni Ansar ein kleines Fischerdorf mit kaum mehr als 1000 Einwohnern. Die seit den letzten Jahrzehnten des 20. Jahrhunderts stark wachsende Bevölkerung der Stadt besteht zu einem großen Teil aus zugewanderten Berber. Gesprochen wird hauptsächlich Tamazight und Marokkanisches Arabisch.

## Wirtschaft
Die Stadt lebt vom Fährhafen und ihrer Nähe zu Melilla: Kleinere Handwerks- und Handelsunternehmen haben sich hier niedergelassen, aber auch der Warenschmuggel spielt eine nicht unbedeutende Rolle im kleinen Grenzverkehr.

## Cité d’Atalayoun
In Beni Ansar ist der Architekt und Bauingenieur El Kambouch geboren. Er hat im Jahr 2003 das touristische Projekt „Cité d’Atalayoun“ auf einer in das Mar Chica hineinragenden Halbinsel südlich von Beni Ansar entworfen und vorgeschlagen. Das Projekt „Atalayoun“ umfasst einen Jachthafen sowie Hotels und Ferienwohnungen und ist eines der größten touristischen Projekte in Marokko; es wird seit 2009 von der Firma Marchicamed realisiert.